# Michael Dukakis
Michael Stanley Dukakis (/dʉˈkɑːkɨs/; n. 3 noiembrie 1933, Massachusetts, SUA) este un politician american, care a fost guvernator de Massachusetts din 1975 până în 1979 și din 1983 până în 1991. El este cel mai longeviv guvernator din istoria Massachusettsului și numai al doilea guvernator greco-american din istoria Statelor Unite, după Spiro Agnew. El a fost nominalizat de către Partidul Democrat pentru funcția de președinte la alegerile din 1988, dar a pierdut în fața candidatului republican, pe atunci vicepreședintele George H. W. Bush.

## Legături externe
- Michael Dukakis la Internet Movie Database
- Apariții pe C-SPAN